# Raúl Márquez
Raúl Márquez (* 28. August 1971 in Valle Hermoso, Tamaulipas) ist ein ehemaliger mexikanischer Profiboxer und Weltmeister der IBF im Halbmittelgewicht. Bei den Amateuren war er unter anderem zweifacher US-Meister, Bronzemedaillengewinner der Weltmeisterschaft 1989 und Olympiateilnehmer 1992.

## Amateurkarriere
Raúl Márquez kam als Kind mit seiner Familie aus Mexiko in die USA, wo sie sich in Texas ansiedelten. Er begann im Alter von sieben Jahren mit dem Boxen und gewann bereits mit 8 Jahren seinen ersten Amateurkampf in Houston. Mit 15 Jahren folgte bereits der Gewinn der nationalen Junioren-Olympiaden. Mit 16 Jahren scheiterte er noch knapp bei den nationalen Ausscheidungskämpfen zur Teilnahme an den Olympischen Spielen 1988 in Südkorea. Ebenfalls 1988 beendete er die Northshore High School in Houston.
Schon 1989 gewann er im Weltergewicht (63,5–67 kg) die US-Meisterschaften, das US Olympic Festival und eine Bronzemedaille bei den Weltmeisterschaften in Moskau; nach Siegen gegen den Spanier Javier Martínez (31:7), den Kanadier Greg Johnson (T.K.o) und den Europameister 1991 aus Schweden Roberto Welin (17:14), unterlag er im Halbfinale gegen den dreifachen Weltmeister Francisc Vaștag (7:13) aus Rumänien.
Anschließend boxte er im Halbmittelgewicht (67–71 kg) weiter. Er wurde 1991 erneut US-Meister und nahm an den Weltmeisterschaften 1991 teil, wo er jedoch im Achtelfinale gegen den späteren Profi-Europameister und WM-Herausforderer Ole Klemetsen aus Norwegen (17:27) ausschied.
1992 gewann er überragend die nationale Olympiaqualifikation mit Siegen gegen Robert Allen (T.K.o), amtierender US-Meister und als Profi sechsfacher WM-Herausforderer, Lonnie Bradley (22:17), amtierender National Golden Gloves Champion und späterer WBO-Weltmeister sowie Antwun Echols (71:18), späterer dreifacher Profi-WM-Herausforderer. Zudem gewann er die AIBA-World-Challenge mit Finalsieg gegen den Weltmeister 1991 und Olympiasieger 1992 Juan Lemus (24:19).
Er nahm daraufhin bei den Olympischen Spielen 1992 in Barcelona teil, wo er gegen David Defiagbon und Rival Cadeau das Viertelfinale erreichte, wo er jedoch beim Kampf um einen Medaillenplatz gegen Orhan Delibaş unterlag.

## Profikarriere
Er wechselte noch 1992 zu den Profis und gewann 25 Kämpfe, davon 18 vorzeitig. Zu den besiegten Gegnern zählten Reggie Strickland und Jorge Vaca. Im April 1997 schlug er beim Kampf um den vakanten IBF-Titel Anthony Stephens und verteidigte die WM erfolgreich gegen Romallis Ellis und Keith Mullings. Im Dezember 1997 verlor er schließlich gegen Luis Campas.
Einen erneuten IBF-Titelkampf verlor er im Juli 1999 gegen Fernando Vargas, während sein Duell gegen Shane Mosley im Februar 2003 wertungslos blieb. Grund dafür waren Gesichtsverletzungen von Márquez durch unfallbedingte Kopfstöße durch Mosley. Im Juni 2004 verlor er gegen Jermain Taylor. Auf ein Unentschieden gegen Bronco McKart im März 2008, folgte ein Punktesieg im Juni 2008 gegen Giovanni Lorenzo. Seinen letzten Profikampf bestritt er am 8. November 2008 in Bamberg gegen Arthur Abraham um den IBF-Titel im Mittelgewicht, verlor jedoch vorzeitig in Runde 6.

## Nach dem Boxen
Nach seiner aktiven Karriere wurde er Sportkommentator unter anderem bei Showtime und gründete 2012 in Texas seinen eigenen Fitness- und Boxverein.